# Силвестер Такач
Силвестер Такач (Ђурђево, 8. новембар 1940) бивши je југословенски и српски фудбалер и фудбалски тренер.

## Каријера

### Играчка
Поникао је у сиромашној русинској породици са деветоро деце која су рано остала без оца (настрадао у фашистичкој рацији 1942) и са болесном мајком која је рано умрла. Силвестер је имао 5 година када се породица доселила у Нови Сад, где је завршио основну школу и изучио кројачки занат, а касније је дипломирао на Вишој економској школи.
Већ као ученик основне школе показао је велико интересовање за фудбал, па је брзо преко игара на пољанама са својим вршњацима доспео до јуниорском тима Војводине. Њега су приметили тадашњи стручњаци Војводине за рад са децом Миливој Дракулић и Фрања Хирман, који су га убрзо поставили и за капитена талентоване младе екипе која је побеђивала скоро све противнике на многим међународним турнирима. Од 1954. до 1958. подмладак Војводине је са капитеном Такачем освајао републичка и савезна такмичења, а због добрих игара је два пута наступао за јуниорску репрезентацију и једанпут за младу репрезентацију Југославије.
Потом је наступао за сениорску екипу Војводине, за коју је одиграо укупно 426 званичних утакмица са 245 постигнутих голова, од чега у првенству 182 утакмице и 62 гола. Такач је са својим саиграчима у сезони 1965/66. освојио прву шампионску титулу Војводине. Управо је он био један од најзаслужнијих за тај тријумф, одиграо је те сезоне свих 30 утакмица и постигао 13 голова, чиме је био најефикаснији играч у тиму. Наредне сезоне се још више прославио одличним партијама у Купу европских шампиона, када је са Војводином стигао до четвртфинала, а он је био најбољи стрелац тима са четири гола. Он је тада скренуо пажњу иностраних менаџера на себе и након драматичне мајсторице против Атлетика из Мадрида у осмини финала, када је Војводина управо Такачевим голом у продужецима прошла даље, своју каријеру наставио у иностранству. Почетком 1967. прелази у француски Рен, па је пропустио двомеч са Селтиком у четвртфиналу, где је Војводина испала након што је Селтик у реванш мечу постигао гол у другом минуту надокнаде и са 2:0 прошао даље, након 1:0 за Војводину у првом мечу, а касније и постао првак Европе.
У Рену је играо од 1966. до 1969, где је у две и по сезоне одиграо 85 првенствених утакмица и постигао 37 голова. 1969. прелази у белгијски Стандард из Лијежа, где је провео наредних 5 година и 1974. завршио играчку каријеру. Са Стандардом је два пута узастопно био првак Белгије (1970, 1971) и два пута финалиста Купа, а такође са 5 постигнутих голова у Купу европских шампиона у сезони 1971/72. делио место најбољег стрелца са још два играча. Уз играње Такач је завршио фудбалску школу Сепа Хербергера и стекао диплому тренера, а потом и диплому професионалног инструктора фудбала.

### Тренерска
Тренерску каријеру је почео 1975. у нижеразредном немачком клубу ДЈК Констанца, где остаје до 1978. Затим је од 1979. до 1982. водио белгијски Лијеж, а од 1982. до 1984. био помоћник тренера у Келну. У сезони 1984/85. је водио Сошо, 1986. је кратко био тренер Расинга из Париза, а 1987. се враћа у Сошо, који је пре његовог доласка испао у Другу лигу. Такач је већ у првој сезони (1987/88) заузео прво место у Другој лиги и вратио Сошо у Прву лигу, а исте сезоне је стигао и до финала Купа Француске, где је Сошо изгубио на пенале. Наредне две сезоне са Сошоом је заузео четврто место у Првој лиги, а клуб је играо и УЕФА куп. 1994. силази са тренерске позиције у Сошоу, након укупно седам и по сезона проведених у клубу. 1996. постаје тренер Нице, са којом у сезони 1996/97. осваја Куп Француске, али клуб такође исте сезоне испада у Другу лигу, па је на крају сезоне смењен. У Ницу се поново вратио 1998, али се задржао кратко.
2001. одлази у Мароко, где је постао тренер шампиона Раџа Казабланке. Исте године прелази у тунишански Сфаксиен, где 2002. завршава тренерску каријеру.

## Репрезентација
Два пута је наступао за јуниорску репрезентацију и једанпут за младу репрезентацију Југославије.
За сениорску репрезентацију Југославије је дебитовао 10. априла 1960. у утакмици квалификација за Олимпијске игре са репрезентацијом Израела (1:2) у Београду.
Био је члан југословенске репрезентације на Олимпијским играма 1960. у Риму, када је освојена златна медаља, а такође и на Олимпијским играма 1964. у Токију.
Последњи меч у дресу Југославије је одиграо 18. септембра 1966. у пријатељској утакмици са репрезентацијом Совјетског Савеза (1:2) у Београду. За репрезентацију Југославије је укупно одиграо 15 утакмица, уз 2 постигнута гола.

#### Голови за репрезентацију
| #  | Датум           | Место           | Противник | Резултат | Такмичење                        |
| -- | --------------- | --------------- | --------- | -------- | -------------------------------- |
| 1. | 24. април 1960. | Атина, Грчка    | Грчка     | 5–0      | Квалификације за Олимпијске игре |
| 2. | 17. јун 1964.   | Београд, Србија | Румунија  | 1–2      | Пријатељска                      |

## Учинак у клубовима
Првенствене утакмице Силвестера Такача у клубовима у којима је играо:
| Сезона   | Клуб           | Држава                                           | Наступа | Голова |
| -------- | -------------- | ------------------------------------------------ | ------- | ------ |
| 1958/59. | Војводина      | Социјалистичка Федеративна Република Југославија | 10      | 4      |
| 1959/60. | Војводина      | Социјалистичка Федеративна Република Југославија | 19      | 8      |
| 1960/61. | Војводина      | Социјалистичка Федеративна Република Југославија | 20      | 3      |
| 1961/62. | Војводина      | Социјалистичка Федеративна Република Југославија | 20      | 5      |
| 1962/63. | Војводина      | Социјалистичка Федеративна Република Југославија | 24      | 10     |
| 1963/64. | Војводина      | Социјалистичка Федеративна Република Југославија | 18      | 5      |
| 1964/65. | Војводина      | Социјалистичка Федеративна Република Југославија | 26      | 5      |
| 1965/66. | Војводина      | Социјалистичка Федеративна Република Југославија | 30      | 13     |
| 1966/67. | Војводина      | Социјалистичка Федеративна Република Југославија | 15      | 9      |
| 1966/67. | Рен            | Француска                                        | 18      | 9      |
| 1967/68. | Рен            | Француска                                        | 35      | 15     |
| 1968/69. | Рен            | Француска                                        | 32      | 13     |
| 1969/70. | Стандард Лијеж | Белгија                                          | 30      | 12     |
| 1970/71. | Стандард Лијеж | Белгија                                          | 23      | 9      |
| 1971/72. | Стандард Лијеж | Белгија                                          | 25      | 12     |
| 1972/73. | Стандард Лијеж | Белгија                                          | 25      | 8      |
| 1973/74. | Стандард Лијеж | Белгија                                          | 8       | 3      |
| Укупно   | Укупно         | Укупно                                           | 378     | 143    |